# Alexander Kristoff
Alexander Kristoff (n. 5 iulie 1987, Comuna Stavanger, Rogaland, Norvegia) este un ciclist norvegian, membru al echipei UAE Team Emirates. Profesionist din 2006, a câștigat Milano-San Remo și Clasica Vattenfall în 2014, Turul Flandrei 2015 și Gand-Wevelgem în 2019. A fost campion european pe șosea în 2017, campion norvegian pe șosea în 2007 și 2011, vicecampion mondial în 2017 și medaliat cu bronz în cursa pe șosea la Jocurile Olimpice din 2012.